# Italië op de Olympische Winterspelen 2022
Italië was een van de deelnemende landen aan de Olympische Winterspelen 2022 in Peking, China.

## Medailleoverzicht
| Sport       | Olympiër(s)                                                                         | Onderdeel                | Medaille |
| ----------- | ----------------------------------------------------------------------------------- | ------------------------ | -------- |
| Curling     | Stefania Constantini Amos Mosaner                                                   | Gemengddubbel            | Goud     |
| Shorttrack  | Arianna Fontana                                                                     | 500 m (v)                | Goud     |
| Alpineskiën | Federica Brignone                                                                   | Reuzenslalom (v)         | Zilver   |
| Alpineskiën | Sofia Goggia                                                                        | Afdaling (v)             | Zilver   |
| Langlaufen  | Federico Pellegrino                                                                 | Sprint (m)               | Zilver   |
| Schaatsen   | Francesca Lollobrigida                                                              | 3000 m (v)               | Zilver   |
| Shorttrack  | Arianna Fontana                                                                     | 1500 m (v)               | Zilver   |
| Shorttrack  | Arianna Fontana Cynthia Mascitto Arianna Sighel Arianna Valcepina Martina Valcepina | Relay                    | Zilver   |
| Snowboarden | Michela Moioli Omar Visintin                                                        | Snowboardcross (gemengd) | Zilver   |
| Alpineskiën | Federica Brignone                                                                   | Combinatie (v)           | Brons    |
| Alpineskiën | Nadia Delago                                                                        | Afdaling (v)             | Brons    |
| Biatlon     | Dorothea Wierer                                                                     | Sprint (v)               | Brons    |
| Rodelen     | Dominik Fischnaller                                                                 | Mannen                   | Brons    |
| Schaatsen   | Davide Ghiotto                                                                      | 10.000 m (m)             | Brons    |
| Schaatsen   | Francesca Lollobrigida                                                              | Massastart (v)           | Brons    |
| Shorttrack  | Andrea Cassinelli Yuri Confortola Tommaso Dotti Pietro Sighel                       | Relay (m)                | Brons    |
| Snowboarden | Omar Visintin                                                                       | Snowboardcross (m)       | Brons    |

## Deelnemers en resultaten
(m) = mannen, (v) = vrouwen 

### Alpineskiën
Mannen
| Naam                | Onderdeel    | 1e run  | 1e run | 2e run | 2e run | Totaal  | Totaal |
| Naam                | Onderdeel    | Tijd    | Rang   | Tijd   | Rang   | Tijd    | Rang   |
| ------------------- | ------------ | ------- | ------ | ------ | ------ | ------- | ------ |
| Luca De Aliprandini | Reuzenslalom | 1:03,42 | 6      | DNF    | DNF    |         |        |
| Christof Innerhofer | Afdaling     | n.v.t.  | n.v.t. | n.v.t. | n.v.t. | DNF     | DNF    |
| Christof Innerhofer | Combinatie   | 1:44,19 | 7      | 51,61  | 11     | 2:35,80 | 10     |
| Christof Innerhofer | Super G      | n.v.t.  | n.v.t. | n.v.t. | n.v.t. | DNF     | DNF    |
| Matteo Marsaglia    | Afdaling     | n.v.t.  | n.v.t. | n.v.t. | n.v.t. | 1:44,06 | 15     |
| Matteo Marsaglia    | Super G      | n.v.t.  | n.v.t. | n.v.t. | n.v.t. | 1:22,16 | 18     |
| Dominik Paris       | Afdaling     | n.v.t.  | n.v.t. | n.v.t. | n.v.t. | 1:43,21 | 6      |
| Dominik Paris       | Super G      | n.v.t.  | n.v.t. | n.v.t. | n.v.t. | 1:22,62 | 21     |
| Giuliano Razzoli    | Slalom       | 54,79   | 12     | 50,26  | 4      | 1:45,05 | 8      |
| Tommaso Sala        | Slalom       | 54,37   | 8      | 51,00  | 19     | 1:45,37 | 11     |
| Tommaso Sala        | Reuzenslalom | DNF     | DNF    |        |        |         |        |
| Alex Vinatzer       | Slalom       | 55,39   | 17     | DNF    | DNF    |         |        |
| Alex Vinatzer       | Reuzenslalom | DNF     | DNF    |        |        |         |        |

Vrouwen
| Naam                | Onderdeel    | 1e run    | 1e run | 2e run | 2e run | Totaal  | Totaal |
| Naam                | Onderdeel    | Tijd      | Rang   | Tijd   | Rang   | Tijd    | Rang   |
| ------------------- | ------------ | --------- | ------ | ------ | ------ | ------- | ------ |
| Marta Bassino       | Combinatie   | 1:33,45   | 13     | DNF    | DNF    |         |        |
| Marta Bassino       | Reuzenslalom | DNF       | DNF    |        |        |         |        |
| Marta Bassino       | Super G      | n.v.t.    | n.v.t. | n.v.t. | n.v.t. | 1:15,08 | 17     |
| Federica Brignone   | Combinatie   | 1:33,11   | 8      | 54,41  | 4      | 2:27,52 | Brons  |
| Federica Brignone   | Reuzenslalom | 57,98     | 3      | 57,99  | 5      | 1:55,97 | Zilver |
| Federica Brignone   | Slalom       | 54,41     | 20     | DNF    | DNF    |         |        |
| Federica Brignone   | Super G      | n.v.t.    | n.v.t. | n.v.t. | n.v.t. | 1:14,17 | 7      |
| Elena Curtoni       | Afdaling     | n.v.t.    | n.v.t. | n.v.t. | n.v.t. | 1:32,87 | 5      |
| Elena Curtoni       | Combinatie   | DNF       | DNF    |        |        |         |        |
| Elena Curtoni       | Reuzenslalom | 1:00,50   | 24     | 59,41  | 21     | 1:59,91 | 20     |
| Elena Curtoni       | Super G      | n.v.t.    | n.v.t. | n.v.t. | n.v.t. | 1:14,34 | 10     |
| Nadia Delago        | Afdaling     | n.v.t.    | n.v.t. | n.v.t. | n.v.t. | 1:32,44 | Brons  |
| Nicol Delago        | Afdaling     | n.v.t.    | n.v.t. | n.v.t. | n.v.t. | 1:33,69 | 11     |
| Nicol Delago        | Combinatie   | 1:33,12 9 | 9      | DNF    | DNF    |         |        |
| Lara Della Mea      | Slalom       | 56,00     | 35     | 54,53  | 30     | 1:50,53 | 30     |
| Sofia Goggia        | Afdaling     | n.v.t.    | n.v.t. | n.v.t. | n.v.t. | 1:32,03 | Zilver |
| Anita Gulli         | Slalom       | 55,46     | 32     | 54,32  | 29     | 1:49,78 | 29     |
| Francesca Marsaglia | Super G      | n.v.t.    | n.v.t. | n.v.t. | n.v.t. | 1:15,61 | 22     |

Gemengd
| Naam                                                              | Onderdeel       | Eerste ronde           | Kwartfinale            | Halve finale           | Finale / BM            | Finale / BM    |
| Naam                                                              | Onderdeel       | Tegenstander Resultaat | Tegenstander Resultaat | Tegenstander Resultaat | Tegenstander Resultaat | Rang           |
| ----------------------------------------------------------------- | --------------- | ---------------------- | ---------------------- | ---------------------- | ---------------------- | -------------- |
| Luca de Aliprandini Marta Bassino Federica Brignone Alex Vinatzer | Landenwedstrijd | ROC winst              | USA verlies            | niet geplaatst         | niet geplaatst         | niet geplaatst |

### Biatlon
Maximaal vier deelnemers per onderdeel
Mannen
| Naam                                                           | Onderdeel     | Tijd                                      | Missers                                                      | Rang |
| -------------------------------------------------------------- | ------------- | ----------------------------------------- | ------------------------------------------------------------ | ---- |
| Didier Bionaz                                                  | Individueel   | 54:44,7                                   | 3 (1+1+1+0)                                                  | 48   |
| Thomas Bormolini                                               | Individueel   | 55:48,6                                   | 5 (0+1+2+2)                                                  | 63   |
| Thomas Bormolini                                               | Sprint        | 25:44,1                                   | 1 (0+1)                                                      | 23   |
| Thomas Bormolini                                               | Achtervolging | 44:04,5                                   | 6 (0+1+1+4)                                                  | 33   |
| Tommaso Giacomel                                               | Sprint        | 26:52,2                                   | 4 (1+3)                                                      | 61   |
| Lukas Hofer                                                    | Individueel   | 52:43,6                                   | 2 (0+2+0+0)                                                  | 27   |
| Lukas Hofer                                                    | Sprint        | 25:19,6                                   | 1 (0+1)                                                      | 14   |
| Lukas Hofer                                                    | Achtervolging | 39:58,6                                   | 0 (0+0+0+0)                                                  | 4    |
| Lukas Hofer                                                    | Massastart    | 42:58,8                                   | 6 (1+1+2+2)                                                  | 27   |
| Dominik Windisch                                               | Individueel   | 51:25,6                                   | 2 (0+0+1+1)                                                  | 14   |
| Dominik Windisch                                               | Sprint        | 25:51,6                                   | 2 (0+2)                                                      | 30   |
| Dominik Windisch                                               | Achtervolging | 43:41,9                                   | 7 (1+1+3+2)                                                  | 26   |
| Dominik Windisch                                               | Massastart    | 39:52,8                                   | 3 (0+2+1+0)                                                  | 5    |
| Thomas Bormolini Tommaso Giacomel Lukas Hofer Dominik Windisch | Estafette     | 1:21:48,8 20:11,8 20:14,5 20:38,4 20:44,1 | 15 (1+4+1+9) 2 (0+0+0+2) 3 (0+0+0+3) 5 (1+3+0+1) 5 (0+1+1+3) | 7    |

Vrouwen
| Naam                                                             | Onderdeel     | Tijd                                      | Missers                                                     | Rang  |
| ---------------------------------------------------------------- | ------------- | ----------------------------------------- | ----------------------------------------------------------- | ----- |
| Michela Carrara                                                  | Individueel   | 51:29,1                                   | 5 (1+2+1+1)                                                 | 60    |
| Samuela Comola                                                   | Sprint        | 23:30,7                                   | 1 (1+0)                                                     | 57    |
| Samuela Comola                                                   | Achtervolging | 40:10,4                                   | 3 (0+1+1+1)                                                 | 37    |
| Federica Sanfilippo                                              | Individueel   | 50:09,3                                   | 5 (0+2+1+2)                                                 | 49    |
| Federica Sanfilippo                                              | Sprint        | 24:57,1                                   | 5 (3+2)                                                     | 82    |
| Lisa Vittozzi                                                    | Individueel   | 52:57,1                                   | 8 (5+1+2+0)                                                 | 76    |
| Lisa Vittozzi                                                    | Sprint        | 23:09,1                                   | 4 (4+0)                                                     | 36    |
| Lisa Vittozzi                                                    | Achtervolging | 39:21,2                                   | 4 (1+2+0+1)                                                 | 32    |
| Dorothea Wierer                                                  | Individueel   | 46:45,0                                   | 3 (0+1+0+2)                                                 | 18    |
| Dorothea Wierer                                                  | Sprint        | 21:21,5                                   | 0 (0+0)                                                     | Brons |
| Dorothea Wierer                                                  | Achtervolging | 36:56,0                                   | 3 (0+0+2+1)                                                 | 6     |
| Dorothea Wierer                                                  | Massastart    | 43:41,0                                   | 8 (2+2+2+2)                                                 | 22    |
| Lisa Vittozzi Dorothea Wierer Samuela Comola Federica Sanfilippo | Estafette     | 1:12:37,0 17:25,9 17:28,6 18:22,1 19:20,4 | 5 (0+1+0+4) 2 (0+1+0+1) 0 (0+0+0+0) 1 (0+0+0+1) 2 (0+0+0+2) | 5     |

Gemengd
| Naam                                                       | Onderdeel | Tijd                                      | Missers                                                       | Rang |
| ---------------------------------------------------------- | --------- | ----------------------------------------- | ------------------------------------------------------------- | ---- |
| Lisa Vittozzi Dorothea Wierer Thomas Bormolini Lukas Hofer | Estafette | 1:09:25,3 17:35,3 18:30,2 16:23,0 16:56,8 | 16 (0+4+2+10) 1 (0+0+0+1) 4 (0+1+0+3) 4 (0+0+1+3) 7 (0+3+1+3) | 9    |

### Bobsleeën
Mannen
| Naam                                                                | Onderdeel   | Run 1   | Run 1 | Run 2   | Run 2 | Run 3   | Run 3 | Run 4          | Run 4          | Totaal  | Totaal |
| Naam                                                                | Onderdeel   | Tijd    | Rang  | Tijd    | Rang  | Tijd    | Rang  | Tijd           | Rang           | Tijd    | Rang   |
| ------------------------------------------------------------------- | ----------- | ------- | ----- | ------- | ----- | ------- | ----- | -------------- | -------------- | ------- | ------ |
| Patrick Baumgartner * Robert Mircea                                 | Tweemansbob | 1:00,08 | 20    | 1:00,47 | 24    | 1:00,38 | 21    | niet geplaatst | niet geplaatst | 3:00,93 | 21     |
| Patrick Baumgartner * Alex Verginer Lorenzo Bilotti Erik Fantazzini | Viermansbob | 59,36   | 17    | 59,72   | 20    | 59,34   | 15    | 59,28          | 4              | 3:57,70 | 15     |
| Mattia Variola * Alex Pagnini Robert Mircea José Delmas Obou        | Viermansbob | 1:00,25 | 27    | 1:00,33 | 27    | 1:00,07 | 26    | niet geplaatst | niet geplaatst | 3:00,65 | 27     |

Vrouwen
| Naam            | Onderdeel | Run 1   | Run 1 | Run 2   | Run 2 | Run 3   | Run 3 | Run 4   | Run 4 | Totaal  | Totaal |
| Naam            | Onderdeel | Tijd    | Rang  | Tijd    | Rang  | Tijd    | Rang  | Tijd    | Rang  | Tijd    | Rang   |
| --------------- | --------- | ------- | ----- | ------- | ----- | ------- | ----- | ------- | ----- | ------- | ------ |
| Giada Andreutti | Monobob   | 1:06,07 | 17    | 1:05,77 | 10    | 1:06,57 | 16    | 1:06,38 | 12    | 4:24,79 | 15     |

* – Geeft de bestuurder van de slee aan

### Curling
| Team                                                                       | Onderdeel     | Groepsfase     | Groepsfase     | Groepsfase     | Groepsfase     | Groepsfase     | Groepsfase     | Groepsfase     | Groepsfase     | Groepsfase     | Groepsfase | Tiebreaker     | Halve finale   | Finale / BM    | Finale / BM |
| Team                                                                       | Onderdeel     | Opponent Score | Opponent Score | Opponent Score | Opponent Score | Opponent Score | Opponent Score | Opponent Score | Opponent Score | Opponent Score | Rang       | Opponent Score | Opponent Score | Opponent Score | Rang        |
| -------------------------------------------------------------------------- | ------------- | -------------- | -------------- | -------------- | -------------- | -------------- | -------------- | -------------- | -------------- | -------------- | ---------- | -------------- | -------------- | -------------- | ----------- |
| Joël Retornaz Amos Mosaner Sebastiano Arman Simone Gonin Mattia Giovanella | Mannen        | GBR 5 - 7      | SWE 3 - 9      | CHN 9 - 12     | ROC 7 - 10     | SUI 8 - 4      | CAN 3 - 7      | USA 10 - 4     | DEN 10 - 3     | NOR 4 - 9      | 9          | --             | --             | --             | --          |
| Stefania Constantini Amos Mosaner                                          | Gemengddubbel | USA 8 -4       | SUI 8 - 7      | NOR 11 - 8     | CZE 10 - 2     | AUS 7 - 3      | GBR 7 - 5      | CHN 8 - 4      | SWE 12 - 8     | CAN 8 - 7      | 1          | n.v.t.         | SWE 8 - 1      | NOR 8 - 5      | Goud        |

### Freestyleskiën
Big air
| Naam              | Onderdeel | Kwalificatie | Kwalificatie | Kwalificatie | Kwalificatie | Kwalificatie | Finale         | Finale         | Finale         | Finale         | Finale         |
| Naam              | Onderdeel | Run 1        | Run 2        | Run 3        | Totaal       | Rang         | Run 1          | Run 2          | Run 3          | Totaal         | Rang           |
| ----------------- | --------- | ------------ | ------------ | ------------ | ------------ | ------------ | -------------- | -------------- | -------------- | -------------- | -------------- |
| Silvia Bertagna   | Vrouwen   | 17,00        | 16,75        | DNS          | 17,00        | 25           | niet geplaatst | niet geplaatst | niet geplaatst | niet geplaatst | niet geplaatst |
| Leonardo Donaggio | Mannen    | 90,25        | 70,25        | 80,25        | 170,50       | 10           | 91,00          | 81,00          | 17,25          | 172,00         | 5              |

Skicross
| Naam              | Onderdeel | Kwalificatie | Kwalificatie | Achtste finale | Kwartfinale    | Halve finale   | Finale         |
| Naam              | Onderdeel | Tijd         | Rang         | Rang           | Rang           | Rang           | Rang           |
| ----------------- | --------- | ------------ | ------------ | -------------- | -------------- | -------------- | -------------- |
| Simone Deromedis  | Mannen    | 1:12,48      | 8            | 1              | 2              | 3              | niet geplaatst |
| Lucrezia Fantelli | Vrouwen   | 1:18,17      | 6            | DNF            | niet geplaatst | niet geplaatst | niet geplaatst |
| Jole Galli        | Vrouwen   | 1:19,20      | 12           | 2              | 3              | niet geplaatst | niet geplaatst |

Slopestyle
| Naam              | Onderdeel | Kwalificatie | Kwalificatie | Kwalificatie | Kwalificatie | Finale         | Finale         | Finale         | Finale         | Finale         |
| Naam              | Onderdeel | Run 1        | Run 2        | Beste        | Rang         | Run 1          | Run 2          | Run 3          | Beste          | Rang           |
| ----------------- | --------- | ------------ | ------------ | ------------ | ------------ | -------------- | -------------- | -------------- | -------------- | -------------- |
| Silvia Bertagna   | Vrouwen   | 65,25        | 68,90        | 68,90        | 8            | 48,50          | 61,85          | 7,83           | 61,85          | 10             |
| Leonardo Donaggio | Mannen    | 63,48        | 42,88        | 63,48        | 18           | niet geplaatst | niet geplaatst | niet geplaatst | niet geplaatst | niet geplaatst |
| Elisa Maria Nakab | Vrouwen   | 8,60         | 32,70        | 32,70        | 24           | niet geplaatst | niet geplaatst | niet geplaatst | niet geplaatst | niet geplaatst |

### Kunstrijden
Individueel
| Naam          | Onderdeel | KK    | KK   | VK     | VK   | Totaal | Totaal |
| Naam          | Onderdeel | Score | Rang | Score  | Rang | Score  | Rang   |
| ------------- | --------- | ----- | ---- | ------ | ---- | ------ | ------ |
| Daniel Grassl | Mannen    | 90,64 | 12   | 187,43 | 4    | 278,07 | 7      |
| Matteo Rizzo  | Mannen    | 88,63 | 13   | 158,90 | 17   | 247,53 | 16     |

Gemengd
| Naam                               | Onderdeel | KK    | KK   | VK     | VK   | Totaal | Totaal |
| Naam                               | Onderdeel | Score | Rang | Score  | Rang | Score  | Rang   |
| ---------------------------------- | --------- | ----- | ---- | ------ | ---- | ------ | ------ |
| Nicole Della Monica Matteo Guarise | Paren     | 63,58 | 10   | 116,29 | 13   | 179,87 | 13     |
| Rebecca Ghilardi Filippo Ambrosini | Paren     | 55,83 | 16   | 109,60 | 14   | 165,43 | 14     |
| Charlène Guignard Marco Fabbri     | IJsdansen | 82,68 | 7    | 124,37 | 5    | 207,05 | 5      |

Team
| Naam                                                                                              | Onderdeel  | Korte kür       | Korte kür       | Korte kür       | Korte kür       | Korte kür | Korte kür | Vrije kür       | Vrije kür       | Vrije kür       | Vrije kür       | Vrije kür      | Vrije kür      |
| Naam                                                                                              | Onderdeel  | Mannen          | Vrouwen         | Paren           | IJsdansen       | Totaal    | Totaal    | Mannen          | Vrouwen         | Paren           | IJsdansen       | Totaal         | Totaal         |
| Naam                                                                                              | Onderdeel  | Score Teamscore | Score Teamscore | Score Teamscore | Score Teamscore | Score     | Rang      | Score Teamscore | Score Teamscore | Score Teamscore | Score Teamscore | Score          | Rang           |
| ------------------------------------------------------------------------------------------------- | ---------- | --------------- | --------------- | --------------- | --------------- | --------- | --------- | --------------- | --------------- | --------------- | --------------- | -------------- | -------------- |
| Daniel Grassl Lara Naki Gutmann Nicole Della Monica Matteo Guarise Charlène Guignard Marco Fabbri | Landenteam | 6 (88,10)       | 2 (58,52)       | 4 (60,30)       | 8 (83,83)       | 20        | 7         | niet geplaatst  | niet geplaatst  | niet geplaatst  | niet geplaatst  | niet geplaatst | niet geplaatst |

### Langlaufen
Maximaal vier deelnemers per onderdeel
Lange afstanden
Mannen
| Naam                                                                        | Onderdeel             | Uitslag                                   | Uitslag |
| Naam                                                                        | Onderdeel             | Tijd                                      | Rang    |
| --------------------------------------------------------------------------- | --------------------- | ----------------------------------------- | ------- |
| Francesco De Fabiani                                                        | 15 km klassieke stijl | 40:16,4                                   | 18      |
| Francesco De Fabiani                                                        | 30 km skiatlon        | 1:19:47,6                                 | 8       |
| Maicol Rastelli                                                             | 15 km klassieke stijl | 42:25,4                                   | 52      |
| Giandomenico Salvadori                                                      | 15 km klassieke stijl | 40:33,2                                   | 22      |
| Giandomenico Salvadori                                                      | 30 km skiatlon        | 1:26:10,7                                 | 48      |
| Giandomenico Salvadori                                                      | 50 km vrije stijl     | 1:14:49,1                                 | 18      |
| Paolo Ventura                                                               | 15 km klassieke stijl | 41:12,2                                   | 34      |
| Paolo Ventura                                                               | 30 km skiatlon        | 1:24:00,4                                 | 34      |
| Paolo Ventura                                                               | 50 km vrije stijl     | 1:16:05,4                                 | 32      |
| Federico Pellegrino Francesco De Fabiani Giandomenico Salvadori Davide Graz | 4×10 km estafette     | 2:00:16,6 30:38,8 30:52,1 29:05,8 29:39,9 | 8       |

Vrouwen
| Naam                                                         | Onderdeel             | Uitslag                                 | Uitslag |
| Naam                                                         | Onderdeel             | Tijd                                    | Rang    |
| ------------------------------------------------------------ | --------------------- | --------------------------------------- | ------- |
| Anna Comarella                                               | 10 km klassieke stijl | 30:45,0                                 | 26      |
| Anna Comarella                                               | 15 km skiatlon        | 49:27,8                                 | 37      |
| Anna Comarella                                               | 30 km vrije stijl     | 1:36:12,4                               | 40      |
| Martina Di Centa                                             | 10 km klassieke stijl | 31:08,8                                 | 37      |
| Martina Di Centa                                             | 15 km skiatlon        | 49:22,8                                 | 36      |
| Martina Di Centa                                             | 30 km vrije stijl     | 1:33:56,6                               | 34      |
| Caterina Ganz                                                | 10 km klassieke stijl | 31:08,1                                 | 35      |
| Caterina Ganz                                                | 15 km skiatlon        | 49:53,9                                 | 42      |
| Caterina Ganz                                                | 30 km vrije stijl     | 1:38:19,5                               | 45      |
| Cristina Pittin                                              | 15 km skiatlon        | 49:48,6                                 | 41      |
| Cristina Pittin                                              | 30 km vrije stijl     | 1:33:54,8                               | 33      |
| Lucia Scardoni                                               | 10 km klassieke stijl | 31:09,5                                 | 38      |
| Anna Comarella Caterina Ganz Martina Di Centa Lucia Scardoni | 4×5 km estafette      | 57:20,5 15:28,1 15:11,4 13:17,9 13:23,1 | 8       |

Sprint
Mannen
| Naam                                     | Onderdeel  | Kwalificatie | Kwalificatie | Kwartfinales   | Kwartfinales   | Halve finales  | Halve finales  | Finale         | Finale         |
| Naam                                     | Onderdeel  | Tijd         | Rang         | Tijd           | Rang           | Tijd           | Rang           | Tijd           | Rang           |
| ---------------------------------------- | ---------- | ------------ | ------------ | -------------- | -------------- | -------------- | -------------- | -------------- | -------------- |
| Francesco De Fabiani                     | Sprint     | 2:55,56      | 35           | niet geplaatst | niet geplaatst | niet geplaatst | niet geplaatst | niet geplaatst | niet geplaatst |
| Davide Graz                              | Sprint     | 2:53,58      | 25           | 2:56,09        | 6              | niet geplaatst | niet geplaatst | niet geplaatst | niet geplaatst |
| Federico Pellegrino                      | Sprint     | 2:49,55      | 6            | 2:53,08        | 1              | 2:52,17        | 1              | 2:58,32        | Zilver         |
| Maicol Rastelli                          | Sprint     | 3:02,04      | 51           | niet geplaatst | niet geplaatst | niet geplaatst | niet geplaatst | niet geplaatst | niet geplaatst |
| Francesco De Fabiani Federico Pellegrino | Teamsprint | n.v.t.       | n.v.t.       | n.v.t.         | n.v.t.         | 20:06,99       | 1              | 19:48,42       | 6              |

Vrouwen
| Naam                         | Onderdeel  | Kwalificatie | Kwalificatie | Kwartfinales   | Kwartfinales   | Halve finales  | Halve finales  | Finale         | Finale         |
| Naam                         | Onderdeel  | Tijd         | Rang         | Tijd           | Rang           | Tijd           | Rang           | Tijd           | Rang           |
| ---------------------------- | ---------- | ------------ | ------------ | -------------- | -------------- | -------------- | -------------- | -------------- | -------------- |
| Caterina Ganz                | Sprint     | 3:24,13      | 30           | 3:24,04        | 6              | niet geplaatst | niet geplaatst | niet geplaatst | niet geplaatst |
| Greta Laurent                | Sprint     | 3:22,84      | 25           | 3:26,96        | 6              | niet geplaatst | niet geplaatst | niet geplaatst | niet geplaatst |
| Cristina Pittin              | Sprint     | 3:30,64      | 47           | niet geplaatst | niet geplaatst | niet geplaatst | niet geplaatst | niet geplaatst | niet geplaatst |
| Lucia Scardoni               | Sprint     | 3:23,61      | 29           | 3:27,07        | 6              | niet geplaatst | niet geplaatst | niet geplaatst | niet geplaatst |
| Caterina Ganz Lucia Scardoni | Teamsprint | n.v.t.       | n.v.t.       | n.v.t.         | n.v.t.         | 23:47,06       | 7              | niet geplaatst | niet geplaatst |

### Noordse combinatie
| Naam                                                          | Onderdeel                  | Schansspringen          | Schansspringen            | Schansspringen | Langlaufen                              | Langlaufen | Totaal  | Totaal |
| Naam                                                          | Onderdeel                  | Afstand                 | Punten                    | Rang           | Tijd                                    | Rang       | Tijd    | Rang   |
| ------------------------------------------------------------- | -------------------------- | ----------------------- | ------------------------- | -------------- | --------------------------------------- | ---------- | ------- | ------ |
| Iacopo Bortolas                                               | Normale schans + 10 km     | 93,5                    | 97,0                      | 26             | 27:30,8                                 | 38         | 29:54,8 | 33     |
| Iacopo Bortolas                                               | Grote schans + 10 km       | 121,5                   | 87,7                      | 29             | 29:01,6                                 | 43         | 32:29,6 | 39     |
| Raffaele Buzzi                                                | Normale schans + 10 km     | 93,0                    | 99,9                      | 22             | 24:47,3                                 | 10         | 26:59,3 | 16     |
| Raffaele Buzzi                                                | Grote schans + 10 km       | 124,0                   | 98,7                      | 21             | 26:34,9                                 | 16         | 29:18,9 | 22     |
| Samuel Costa                                                  | Grote schans + 10 km       | 110,0                   | 64,3                      | 40             | 27:20,3                                 | 25         | 32:22,3 | 38     |
| Alessandro Pittin                                             | Normale schans + 10 km     | 75,5                    | 62,9                      | 40             | 24:53,4                                 | 12         | 29:33,4 | 32     |
| Alessandro Pittin                                             | Grote schans + 10 km       | 105,0                   | 55,8                      | 43             | 25:55,8                                 | 6          | 31:31,8 | 33     |
| Samuel Costa Alessandro Pittin Iacopo Bortolas Raffaele Buzzi | Team grote schans + 4×5 km | 110,5 104,5 116,0 124,0 | 320,1 72,2 64,3 86,4 97,2 | 9              | 53:40,0 14:00,6 13:07,4 13:13,1 13:18,9 | 9          | 57:07,0 | 9      |

### Rodelen
Individueel
| Naam                | Onderdeel | Run 1  | Run 1 | Run 2  | Run 2 | Run 3  | Run 3 | Run 4  | Run 4 | Totaal   | Totaal |
| Naam                | Onderdeel | Tijd   | Rang  | Tijd   | Rang  | Tijd   | Rang  | Tijd   | Rang  | Tijd     | Rang   |
| ------------------- | --------- | ------ | ----- | ------ | ----- | ------ | ----- | ------ | ----- | -------- | ------ |
| Leon Felderer       | Mannen    | 57,814 | 12    | 58,211 | 11    | 57,855 | 11    | 57,960 | 14    | 3.51,840 | 11     |
| Dominik Fischnaller | Mannen    | 57,361 | 3     | 57,444 | 3     | 57,461 | 5     | 57,420 | 3     | 3.49,686 | Brons  |
| Kevin Fischnaller   | Mannen    | DNS    | DNS   | DNS    | DNS   | DNS    | DNS   | DNS    | DNS   | DNS      | DNS    |
| Verena Hofer        | Vrouwen   | 58,960 | 9     | 59,037 | 9     | 58,961 | 16    | 59,584 | 16    | 3:56,542 | 13     |
| Andrea Vötter       | Vrouwen   | 59,145 | 14    | 59,045 | 10    | 58,852 | 10    | 58,935 | 11    | 3:55,977 | 10     |
| Nina Zöggeler       | Vrouwen   | 59,464 | 18    | 59,160 | 16    | 59,085 | 19    | 59,275 | 14    | 3:56,984 | 15     |

Gemengd
| Naam                                                            | Onderdeel | Run 1                      | Run 1 | Run 2  | Run 2  | Run 3  | Run 3  | Totaal   | Totaal |
| Naam                                                            | Onderdeel | Tijd                       | Rang  | Tijd   | Rang   | Tijd   | Rang   | Tijd     | Rang   |
| --------------------------------------------------------------- | --------- | -------------------------- | ----- | ------ | ------ | ------ | ------ | -------- | ------ |
| Emanuel Rieder Simon Kainzwaldner                               | Dubbels   | 58,602                     | 4     | 58,995 | 7      | n.v.t. | n.v.t. | 1:57,597 | 6      |
| Andrea Vötter Leon Felderer Emanuel Rieder / Simon Kainzwaldner | Estafette | 1:00,618 1:01,960 1:02,274 | 6 5 4 | n.v.t. | n.v.t. | n.v.t. | n.v.t. | 3:04,852 | 5      |

### Schaatsen
Mannen
| Naam              | Onderdeel | Uitslag  | Uitslag |
| Naam              | Onderdeel | Tijd     | Rang    |
| ----------------- | --------- | -------- | ------- |
| David Bosa        | 500 m     | 35,16    | 23      |
| David Bosa        | 1000 m    | 1:09,36  | 15      |
| Davide Ghiotto    | 5000 m    | 6:16,92  | 8       |
| Davide Ghiotto    | 10.000 m  | 12:45,98 | Brons   |
| Andrea Giovannini | 5000 m    | 6:30,11  | 20      |
| Michele Malfatti  | 5000 m    | 6:21,47  | 15      |
| Michele Malfatti  | 10.000 m  | 13:01,42 | 9       |
| Jeffrey Rosanelli | 500 m     | 35,08    | 19      |
| Alessio Trentini  | 1500 m    | 1:48,33  | 25      |

Vrouwen
| Naam                   | Onderdeel | Uitslag | Uitslag |
| Naam                   | Onderdeel | Tijd    | Rang    |
| ---------------------- | --------- | ------- | ------- |
| Francesca Lollobrigida | 1500 m    | 1:55,20 | 6       |
| Francesca Lollobrigida | 3000 m    | 3:58,06 | Zilver  |
| Francesca Lollobrigida | 5000 m    | 6:51,76 | 4       |

Massastart
| Naam                   | Onderdeel | Halve finale | Halve finale | Halve finale | Finale         | Finale         | Finale         |
| Naam                   | Onderdeel | Punten       | Tijd         | Rang         | Punten         | Tijd           | Rang           |
| ---------------------- | --------- | ------------ | ------------ | ------------ | -------------- | -------------- | -------------- |
| Andrea Giovannini      | Mannen    | 60           | 7:43,58      | 1            | 0              | 7:47,93        | 11             |
| Francesca Lollobrigida | Vrouwen   | 62           | 8:34,19      | 1            | 20             | 8:14,98        | Brons          |
| Michele Malfatti       | Mannen    | 1            | 8,02,09      | 11           | niet geplaatst | niet geplaatst | niet geplaatst |

Ploegenachtervolging
| Naam                                              | Onderdeel | Kwartfinale       | Kwartfinale | Halve finale      | Halve finale   | Finale            | Finale |
| Naam                                              | Onderdeel | Tegenstander Tijd | Rang        | Tegenstander Tijd | Rang           | Tegenstander Tijd | Rang   |
| ------------------------------------------------- | --------- | ----------------- | ----------- | ----------------- | -------------- | ----------------- | ------ |
| Davide Ghiotto Andrea Giovannini Michele Malfatti | Mannen    | KOR 3:42,04       | 7           | niet geplaatst    | niet geplaatst | CHN 3:44,20       | 7      |

### Schansspringen
Mannen
| Naam             | Onderdeel      | Kwalificatie | Kwalificatie | Kwalificatie | Eerste ronde | Eerste ronde | Eerste ronde | Finaleronde    | Finaleronde    | Finaleronde    | Totaal | Totaal |
| Naam             | Onderdeel      | Afstand      | Score        | Rang         | Afstand      | Score        | Rang         | Afstand        | Score          | Rang           | Score  | Rang   |
| ---------------- | -------------- | ------------ | ------------ | ------------ | ------------ | ------------ | ------------ | -------------- | -------------- | -------------- | ------ | ------ |
| Davide Bresadola | Normale schans | 94,0         | 91,8         | 21           | 93,5         | 110,3        | 41           | niet geplaatst | niet geplaatst | niet geplaatst | 110,3  | 41     |
| Davide Bresadola | Grote schans   | 117,5        | 97,0         | 35           | 127,0        | 114,6        | 35           | niet geplaatst | niet geplaatst | niet geplaatst | 114,6  | 35     |

Vrouwen
| Naam             | Onderdeel      | Eerste sprong | Eerste sprong | Eerste sprong | Tweede sprong | Tweede sprong | Tweede sprong | Totaal | Totaal |
| Naam             | Onderdeel      | Afstand       | Score         | Rang          | Afstand       | Score         | Rang          | Score  | Rang   |
| ---------------- | -------------- | ------------- | ------------- | ------------- | ------------- | ------------- | ------------- | ------ | ------ |
| Jessica Malsiner | Normale schans | 76,5          | 62,0          | 30            | 75,5          | 62,4          | 27            | 239,0  | 29     |

### Shorttrack
Mannen
| Naam                                                          | Onderdeel | Series   | Series | Kwartfinale    | Kwartfinale    | Halve finale   | Halve finale   | Finale         | Finale         |
| Naam                                                          | Onderdeel | Tijd     | Rang   | Tijd           | Rang           | Tijd           | Rang           | Tijd           | Rang           |
| ------------------------------------------------------------- | --------- | -------- | ------ | -------------- | -------------- | -------------- | -------------- | -------------- | -------------- |
| Andrea Cassinelli                                             | 500 m     | 42,791   | 3      | niet geplaatst | niet geplaatst | niet geplaatst | niet geplaatst | niet geplaatst | niet geplaatst |
| Yuri Confortola                                               | 1500 m    | n.v.t.   | n.v.t. | 2:12,853       | 4              | no time        | 5              | 2:12,384       | 10             |
| Pietro Sighel                                                 | 500 m     | 40,350   | 1      | 40,644         | 2              | 40,847         | 2              | DNF            | 5              |
| Pietro Sighel                                                 | 1000 m    | 2:10,039 | 3      | PEN            | PEN            | niet geplaatst | niet geplaatst | niet geplaatst | niet geplaatst |
| Pietro Sighel                                                 | 1500 m    | n.v.t.   | n.v.t. | PEN            | PEN            | niet geplaatst | niet geplaatst | niet geplaatst | niet geplaatst |
| Luca Spechenhauser                                            | 1000 m    | PEN      | PEN    | niet geplaatst | niet geplaatst | niet geplaatst | niet geplaatst | niet geplaatst | niet geplaatst |
| Luca Spechenhauser                                            | 1500 m    | n.v.t.   | n.v.t. | 2:56,796       | 6              | niet geplaatst | niet geplaatst | niet geplaatst | niet geplaatst |
| Andrea Cassinelli Yuri Confortola Tommaso Dotti Pietro Sighel | Relay     | n.v.t.   | n.v.t. | n.v.t.         | n.v.t.         | 6:38,899       | 2              | 6:43,431       | Brons          |

Vrouwen
| Naam                                                                                | Onderdeel | Series   | Series | Kwartfinale    | Kwartfinale    | Halve finale   | Halve finale   | Finale         | Finale         |
| Naam                                                                                | Onderdeel | Tijd     | Rang   | Tijd           | Rang           | Tijd           | Rang           | Tijd           | Rang           |
| ----------------------------------------------------------------------------------- | --------- | -------- | ------ | -------------- | -------------- | -------------- | -------------- | -------------- | -------------- |
| Arianna Fontana                                                                     | 500 m     | 42,940   | 1      | 42,635         | 1              | 42,387         | 1              | 42,488         | Goud           |
| Arianna Fontana                                                                     | 1000 m    | 1:30,066 | 1      | 1:29,324       | 1              | 1:26,811       | 2              | PEN            | 5              |
| Arianna Fontana                                                                     | 1500 m    | n.v.t.   | n.v.t. | 2:32,946       | 2              | 2:22,196       | 2              | 2:17,862       | Zilver         |
| Cynthia Mascitto                                                                    | 1000 m    | 1:28,471 | 3      | niet geplaatst | niet geplaatst | niet geplaatst | niet geplaatst | niet geplaatst | niet geplaatst |
| Cynthia Mascitto                                                                    | 1500 m    | n.v.t.   | n.v.t. | 2:20,268       | 3              | 2:20,272       | 3              | niet geplaatst | 12             |
| Arianna Sighel                                                                      | 1500 m    | n.v.t.   | n.v.t. | 2:22,318       | 5              | niet geplaatst | niet geplaatst | niet geplaatst | niet geplaatst |
| Arianna Valcepina                                                                   | 500 m     | 43,070   | 3      | 42,891         | 2              | 44,044         | 5              | niet geplaatst | niet geplaatst |
| Martina Valcepina                                                                   | 500 m     | 43,606   | 2      | PEN            | PEN            | niet geplaatst | niet geplaatst | niet geplaatst | niet geplaatst |
| Arianna Fontana Cynthia Mascitto Arianna Sighel Arianna Valcepina Martina Valcepina | Relay     | n.v.t.   | n.v.t. | n.v.t.         | n.v.t.         | 4:17,438       | 4              | niet geplaatst | 5              |

Gemengd
| Naam                                                                                                | Onderdeel | Kwartfinale | Kwartfinale | Halve finale | Halve finale | Finale   | Finale |
| Naam                                                                                                | Onderdeel | Tijd        | Rang        | Tijd         | Rang         | Tijd     | Rang   |
| --------------------------------------------------------------------------------------------------- | --------- | ----------- | ----------- | ------------ | ------------ | -------- | ------ |
| Arianna Fontana Pietro Sighel Martina Valcepina Yuri Confortola Andrea Cassinelli Arianna Valcepina | Relay     | 2:38,308    | 2           | 2:36,895     | 2            | 2:37,364 | Zilver |

### Skeleton
| Naam                | Onderdeel | Run 1   | Run 1 | Run 2   | Run 2 | Run 3   | Run 3 | Run 4   | Run 4 | Totaal  | Totaal |
| Naam                | Onderdeel | Tijd    | Rang  | Tijd    | Rang  | Tijd    | Rang  | Tijd    | Rang  | Tijd    | Rang   |
| ------------------- | --------- | ------- | ----- | ------- | ----- | ------- | ----- | ------- | ----- | ------- | ------ |
| Amedeo Bagnis       | Mannen    | 1:01,05 | 10    | 1:01,19 | 14    | 1:00,83 | 11    | 1:01,01 | 12    | 4:04,08 | 11     |
| Mattia Gaspari      | Mannen    | 1:01,20 | 12    | 1:01,31 | 15    | 1:01,16 | 15    | 1:01,36 | 16    | 4:05,03 | 14     |
| Valentina Margaglio | Vrouwen   | 1:02,84 | 17    | 1:03,04 | 15    | 1:02,45 | 14    | 1:02,05 | 3     | 4:10,38 | 12     |

### Snowboarden
Big air
| Naam           | Onderdeel | Kwalificatie | Kwalificatie | Kwalificatie | Kwalificatie | Kwalificatie | Finale         | Finale         | Finale         | Finale         | Finale         |
| Naam           | Onderdeel | Sprong 1     | Sprong 2     | Sprong 3     | Totaal       | Rang         | Sprong 1       | Sprong 2       | Sprong 3       | Totaal         | Rang           |
| -------------- | --------- | ------------ | ------------ | ------------ | ------------ | ------------ | -------------- | -------------- | -------------- | -------------- | -------------- |
| Emiliano Lauzi | Mannen    | 23,50        | 80,75        | 12,25        | 93,00        | 22           | niet geplaatst | niet geplaatst | niet geplaatst | niet geplaatst | niet geplaatst |

Halfpipe
| Naam                  | Onderdeel | Kwalificatie | Kwalificatie | Kwalificatie | Kwalificatie | Finale         | Finale         | Finale         | Finale         | Finale         |
| Naam                  | Onderdeel | Run 1        | Run 2        | Beste        | Rang         | Run 1          | Run 2          | Run 3          | Beste          | Rang           |
| --------------------- | --------- | ------------ | ------------ | ------------ | ------------ | -------------- | -------------- | -------------- | -------------- | -------------- |
| Lorenzo Gennero       | Mannen    | 34,75        | 2,00         | 34,75        | 19           | niet geplaatst | niet geplaatst | niet geplaatst | niet geplaatst | niet geplaatst |
| Louis Philip Vito III | Mannen    | 60,25        | 3,25         | 60,25        | 13           | niet geplaatst | niet geplaatst | niet geplaatst | niet geplaatst | niet geplaatst |

Parallelreuzenslalom
| Naam               | Onderdeel | Kwalificatie | Kwalificatie | Achtste finale        | Kwartfinale          | Halve finale      | Finale            | Finale         |                |
| Naam               | Onderdeel | Tijd         | Rang         | Tegenstander Tijd     | Tegenstander Tijd    | Tegenstander Tijd | Tegenstander Tijd | Rang           |                |
| ------------------ | --------- | ------------ | ------------ | --------------------- | -------------------- | ----------------- | ----------------- | -------------- | -------------- |
| Daniele Bagozza    | Mannen    | 1:22,48      | 16           | Lee Sang-ho +0,92     | niet geplaatst       | niet geplaatst    | niet geplaatst    | niet geplaatst |                |
| Edwin Coratti      | Mannen    | 1:22,49      | 17           | niet geplaatst        | niet geplaatst       | niet geplaatst    | niet geplaatst    | niet geplaatst | niet geplaatst |
| Mirko Felicetti    | Mannen    | 1:22,26      | 12           | Oskar Kwiatkowski DNF | niet geplaatst       | niet geplaatst    | niet geplaatst    | niet geplaatst |                |
| Roland Fischnaller | Mannen    | 1:21,59      | 6            | Žan Košir W           | Andreas Prommegger W | Benjamin Karl DNF | niet geplaatst    | 4              |                |
| Lucia Dalmasso     | Vrouwen   | 1:47,68      | 29           | niet geplaatst        | niet geplaatst       | niet geplaatst    | niet geplaatst    | niet geplaatst | niet geplaatst |
| Nadya Ochner       | Vrouwen   | 1:28,84      | 16           | Ester Ledecká DNF     | niet geplaatst       | niet geplaatst    | niet geplaatst    | niet geplaatst |                |

Snowboardcross
| Naam                               | Onderdeel | Plaatsingsronde | Plaatsingsronde | Plaatsingsronde | Plaatsingsronde | Plaatsingsronde | Plaatsingsronde | Achtste finale | Kwartfinale    | Halve finale   | Finale         | Finale         |
| Naam                               | Onderdeel | Run 1           | Run 1           | Run 2           | Run 2           | Snelste         | Rang            | Achtste finale | Kwartfinale    | Halve finale   | Finale         | Finale         |
| Naam                               | Onderdeel | Tijd            | Rang            | Tijd            | Rang            | Snelste         | Rang            | Plaats         | Plaats         | Plaats         | Plaats         | Rang           |
| ---------------------------------- | --------- | --------------- | --------------- | --------------- | --------------- | --------------- | --------------- | -------------- | -------------- | -------------- | -------------- | -------------- |
| Filippo Ferrari                    | Mannen    | 1:24,77         | 31              | DNF             | DNF             | 1:24,77         | 31              | DNS            | niet geplaatst | niet geplaatst | niet geplaatst | niet geplaatst |
| Tommaso Leoni                      | Mannen    | 1:19,45         | 23              | 1:18,13         | 3               | 1:18,13         | 19              | 1              | 2              | 4              | niet geplaatst | 8              |
| Lorenzo Sommariva                  | Mannen    | 1:17,98         | 9               | bye             | bye             | 1:17,98         | 9               | 4              | niet geplaatst | niet geplaatst | niet geplaatst | niet geplaatst |
| Omar Visintin                      | Mannen    | 1:17,68         | 6               | bye             | bye             | 1:17,68         | 6               | 1              | 1              | 2              | 3              | Brons          |
| Sofia Belingheri                   | Vrouwen   | 1:27,81         | 28              | 1:33,48         | 14              | 1:27,81         | 29              | 3              | niet geplaatst | niet geplaatst | niet geplaatst | niet geplaatst |
| Caterina Carpano                   | Vrouwen   | 1:24,87         | 11              | bye             | bye             | 1:24,87         | 11              | 2              | 3              | niet geplaatst | niet geplaatst | niet geplaatst |
| Francesca Gallina                  | Vrouwen   | 1:25,27         | 18              | 1:25,51         | 7               | 1:25,27         | 22              | 3              | niet geplaatst | niet geplaatst | niet geplaatst | niet geplaatst |
| Michela Moioli                     | Vrouwen   | 1:22,19         | 1               | bye             | bye             | 1:22,19         | 1               | 1              | 1              | 3              | niet geplaatst | 8              |
| Michela Moioli Omar Visintin       | gemengd   | n.v.t.          | n.v.t.          | n.v.t.          | n.v.t.          | n.v.t.          | n.v.t.          | n.v.t.         | 1              | 1              | 2              | Zilver         |
| Lorenzo Sommariva Caterina Carpano | gemengd   | n.v.t.          | n.v.t.          | n.v.t.          | n.v.t.          | n.v.t.          | n.v.t.          | n.v.t.         | 2              | 1              | 4              | 4              |

Slopestyle
| Naam           | Onderdeel | Kwalificatie | Kwalificatie | Kwalificatie | Kwalificatie | Finale | Finale | Finale | Finale | Finale |
| Naam           | Onderdeel | Run 1        | Run 2        | Beste        | Rang         | Run 1  | Run 2  | Run 3  | Beste  | Rang   |
| -------------- | --------- | ------------ | ------------ | ------------ | ------------ | ------ | ------ | ------ | ------ | ------ |
| Emiliano Lauzi | Mannen    | 71,71        | 47,76        | 71,71        | 7            | 80,01  | 27,48  | 39,48  | 80,01  | 5      |